# Ich-Tamir
Ich-Tamir (mongoliska: Их тамир) är en sum i Archangaj i Mongoliet. Den har en yta på 4 800 kvadratkilometer, och den hade 4 940 invånare år 2010.